# Comac C909
Comac C909 Xiangfeng, ban đầu được biết tới là ARJ21 Xiangfeng (tiếng Trung: 翔凤; bính âm: xiángfèng; nghĩa đen 'Phượng hoàng bay') là máy bay phản lực 2 động cơ tầm ngắn đến trung (regional jet), sản xuất bởi hãng máy bay Trung Quốc Comac. Máy bay này là máy bay chở hành khách đầu tiên của Trung Quốc sau 14 năm phát triển. Chuyến bay thương mại đầu tiên có chỗ ngồi tối đa 90 chỗ bay từ Thành Đô sang Thượng Hải chở 70 hành khách mất khoảng 2 tiếng.,

## Thiết kế
ARJ21 có lẽ phỏng theo một phần từ chiếc McDonnell Douglas MD-80, mà có giấy phép để sản xuất tại Trung Quốc sử dụng công cụ nhập khẩu từ Hoa Kỳ. Chiếc ARJ21 có cùng một cabin cắt ngang, mũi và đuôi như MD-80; một số hãng Trung Quốc sản xuất phụ tùng cho MD-80 đã tham dự sản xuất cho ARJ21. Trung Quốc tuyên bố ARJ21 là một thiết kế hoàn toàn bản địa. Việc phát triển ARJ-21 thật ra phụ thuộc rất nhiều vào các nhà cung cấp nước ngoài, bao gồm cả động cơ (General Electric CF34)  và hệ thống điện tử hàng không (công nghệ điều khiển fly-by-wire của Honeywell) từ Hoa Kỳ. Cánh của máy bay được thiết kế hoàn toàn mới bởi Phòng thiết kế Antonov của Ukraina, trang bị những cánh nhỏ để gia tăng phạm vi hoạt động và độ hiệu quả. Một số siêu máy tính của Trung Quốc đã được sử dụng để thiết kế các bộ phận cho ARJ21.